# WordPad
WordPad ist ein kompaktes Textverarbeitungsprogramm von Microsoft mit einigen Formatierungsmöglichkeiten. Es ist auf Windows 95 bis Windows 11 23H2 vorinstalliert, enthält allerdings bei weitem nicht so viele Funktionen wie andere Textverarbeitungsprogramme aus Office-Paketen.

## Windows WordPad
Seit Windows 95 wird WordPad mit allen Varianten des Betriebssystems Windows ausgeliefert. WordPad ist der Nachfolger von Microsoft Write, das in früheren Versionen von Windows enthalten war. Als Überbleibsel dieser Zeit lässt sich auch in aktuellen Windows-Versionen WordPad mit dem Befehl „write“ aufrufen.
WordPad wurde kurz vor der Auslieferung von Windows 95 als MFC-3.2-Beispiel als Quelltext veröffentlicht, der heute noch öffentlich zugänglich ist.
Von Windows 95 bis Windows Vista wurden die Engines RichEdit 1.0, 2.0, 3.0 und 3.1 verwendet, seit Windows XP SP2 und auch für Vista-Updates wurde RichEdit 4.1 verwendet.
In der Windows-7-Version wurde es komplett überarbeitet. So wurde die aus Office 2007 bekannte Ribbon-Oberfläche eingebaut. Sie ähnelt der Oberfläche von Microsoft Office. Außerdem wurde WordPad um einige Funktionen erweitert, es werden zudem weitere Dateiformate (siehe unten) unterstützt.
Im September 2023 hat Microsoft bekanntgegeben, dass WordPad künftig nicht mehr Bestandteil von Windows sein wird; als Alternativen werden Word (für .rtf oder .doc) und Notepad (für .txt) empfohlen. Auf Windows 11 24H2 beziehungsweise Windows Server 2025 wird Wordpad nicht mehr mitgeliefert.

## Dateiformate
Neben reinen Textdateien in ANSI (Windows-Format / ISO 8859) sowie ASCII („MS-DOS-Format“, im Gegensatz zum Notepad) kann WordPad Dateien im universell verbreiteten Rich Text Format (RTF) verarbeiten, seinem Hauptformat. Seit Windows XP wird Unicode unterstützt. Dabei schreiben beispielsweise Windows Server 2000 UTF-16BE und Windows 7 UTF-16LE. In Windows 7 wird eine UTF-8-formatierte Textdatei korrekt gelesen, bei einem einfachen „Speichern“ aber als „Textdatei“ (=ANSI) geschrieben. Mit „Speichern unter“ und der Auswahl „Unicode“ wird eine UTF-16LE-Datei geschrieben.
Ab Windows XP Service Pack 2 und Windows Server 2003 SP2 wurde die Lese-Unterstützung für das programmeigene Dateiformat seines Vorgängers Microsoft Write (.wri-Dateien) sowie für Microsoft-Word-6-Dateien aus Sicherheitsgründen abgeschaltet. Sie kann notfalls über die Registry wieder aktiviert werden, dann sollen aber nur Dateien aus vertrauenswürdigen Quellen geöffnet werden.
Ab der Version in Windows 7 ist es in der Lage, Office Open XML (.docx) sowie OpenDocument (.odt) zu lesen und zu schreiben. Dokumente in anderen Formaten werden als Nur-Text-Dokumente geöffnet und möglicherweise nicht wie erwartet dargestellt.

## Benutzeroberfläche

Version 5.1 unter Windows XP
Version 6.2 unter Windows 8